# Ryan Spilborghs
Ryan Adam Spilborghs (né le 5 septembre 1979 à Santa Barbara, Californie, États-Unis) est un voltigeur de baseball qui  a évolué dans les Ligues majeures avec les Rockies du Colorado de 2005 à 2011.  Il est présentement analyste pour le réseau FOX.

## Carrière
Ryan Spilborghs est repêché au 7e tour de sélection par les Rockies du Colorado en 2002.
Il fait ses débuts dans les majeures avec Colorado le 16 juillet 2005. Dans son seul match de la saison, il réussit deux coups sûrs en quatre présences au bâton, avec un point produit contre les Reds de Cincinnati. Le premier coup sûr de sa carrière est obtenu aux dépens du lanceur Todd Coffey.
Le 29 mai 2006, Spilborghs frappe le premier coup de circuit de sa carrière dans le baseball majeur, face au lanceur Jim Brower des Padres de San Diego.
Il est utilisé surtout comme réserviste de 2006 à 2008, et apparaît respectivement dans 67, 97 et 89 parties des Rockies. Utile notamment dans le rôle de frappeur suppléant, il hausse d'une année à l'autre sa moyenne au bâton, qui passe de ,287 en 2006 à ,299 en 2007, puis à ,313 durant la saison 2008. En 2007, il réussit des sommets personnels de 11 circuits et 51 points produits et aide l'équipe à remporter son premier championnat de la Ligue nationale de baseball. Il est cependant blanchi en 10 apparitions au bâton en Série mondiale 2007, alors que les Rockies perdent quatre parties consécutives face aux champions du monde, les Red Sox de Boston.
Employé pour la première fois sur une base régulière au champ extérieur durant la saison 2009, Spilborghs voit sa moyenne offensive chuter à ,241 en 133 parties jouées. Auteur de 85 coups sûrs, il réussit un sommet en carrière de 24 doubles. Il obtient deux coups sûrs, dont un double, en Série de division, la première ronde des séries éliminatoires où Colorado subit l'élimination face aux Phillies de Philadelphie.
En 2010, il frappe pour ,279 en 134 matchs pour Colorado, avec un nouveau record personnel de 95 coups sûrs. Il obtient 20 doubles, 10 circuits et produit 39 points.
Après une décevante saison 2011 où il ne frappe que pour ,210 avec les Rockies, Spilborghs signe le 20 janvier 2012 un contrat des ligues mineures avec les Indians de Cleveland. Sans avoir joué pour les Indians, il est transféré aux Rangers du Texas le 4 mai 2012 mais ne revient pas dans les majeures après la saison 2011.